# Alvania cimex
Alvania cimex is een slakkensoort uit de familie Rissoidae. De wetenschappelijke naam werd gepubliceerd in 1758 door Carl Linnaeus in de tiende editie van Systema naturae.

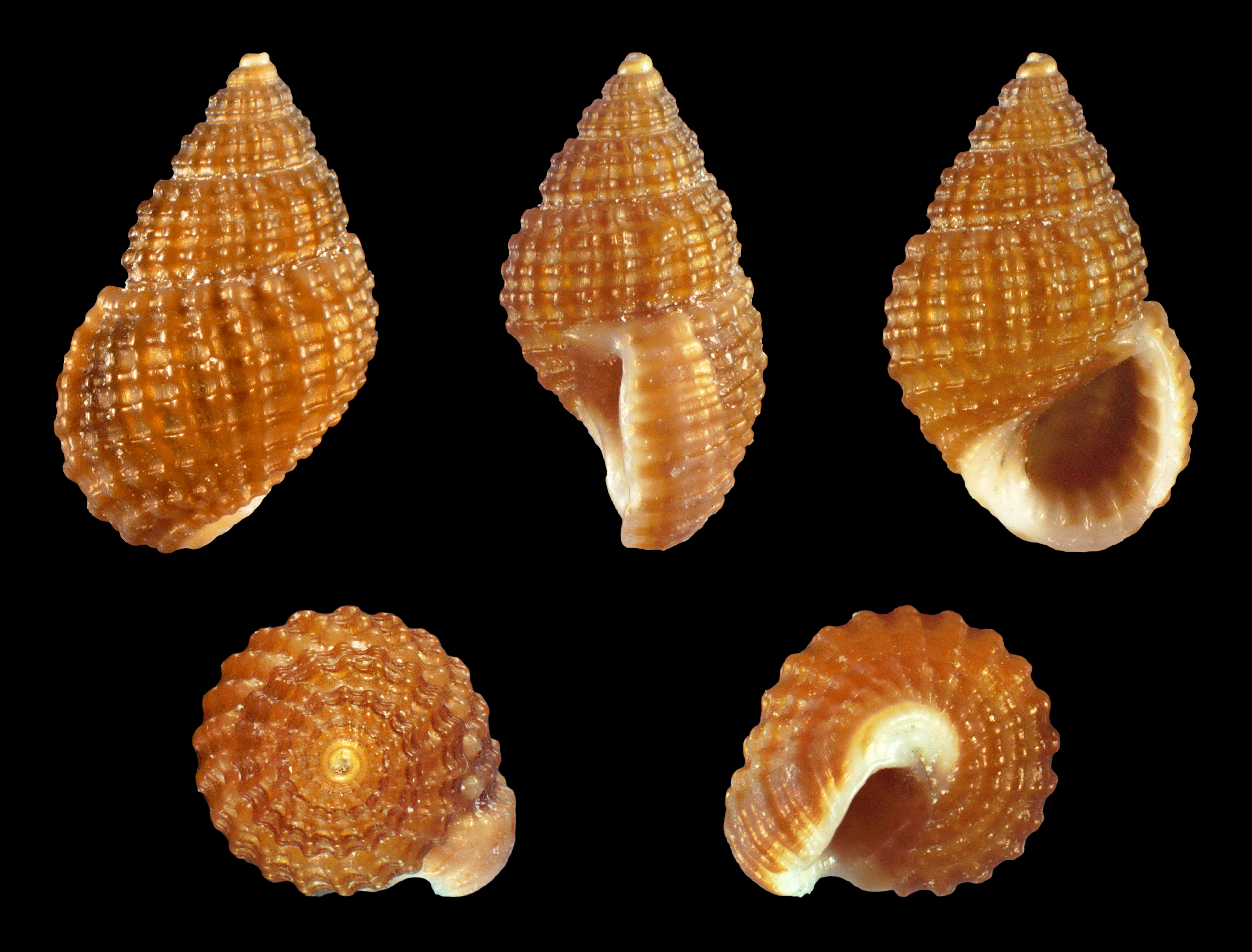
Alvania cimex f. fusca
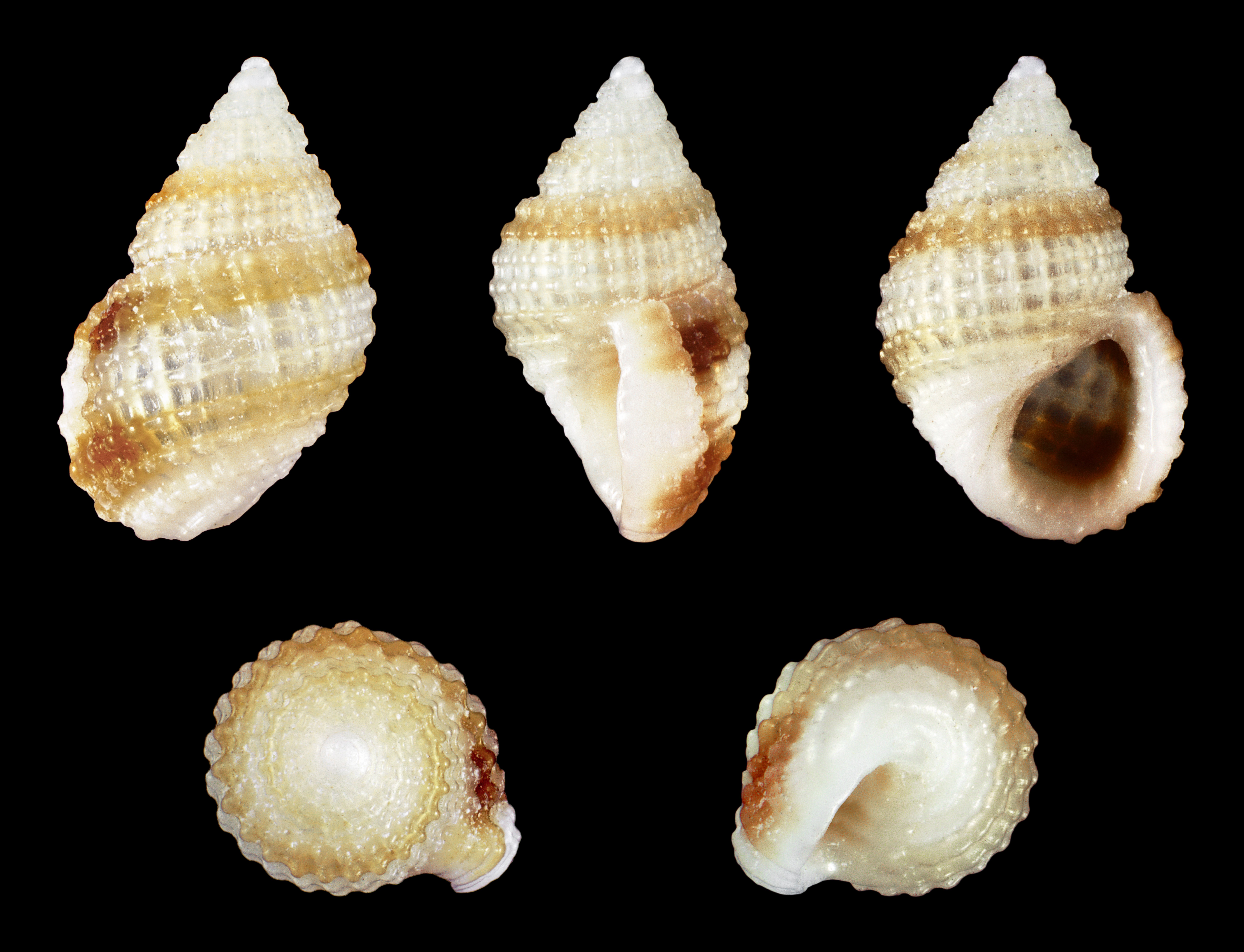
Alvania cimex f. fasciata
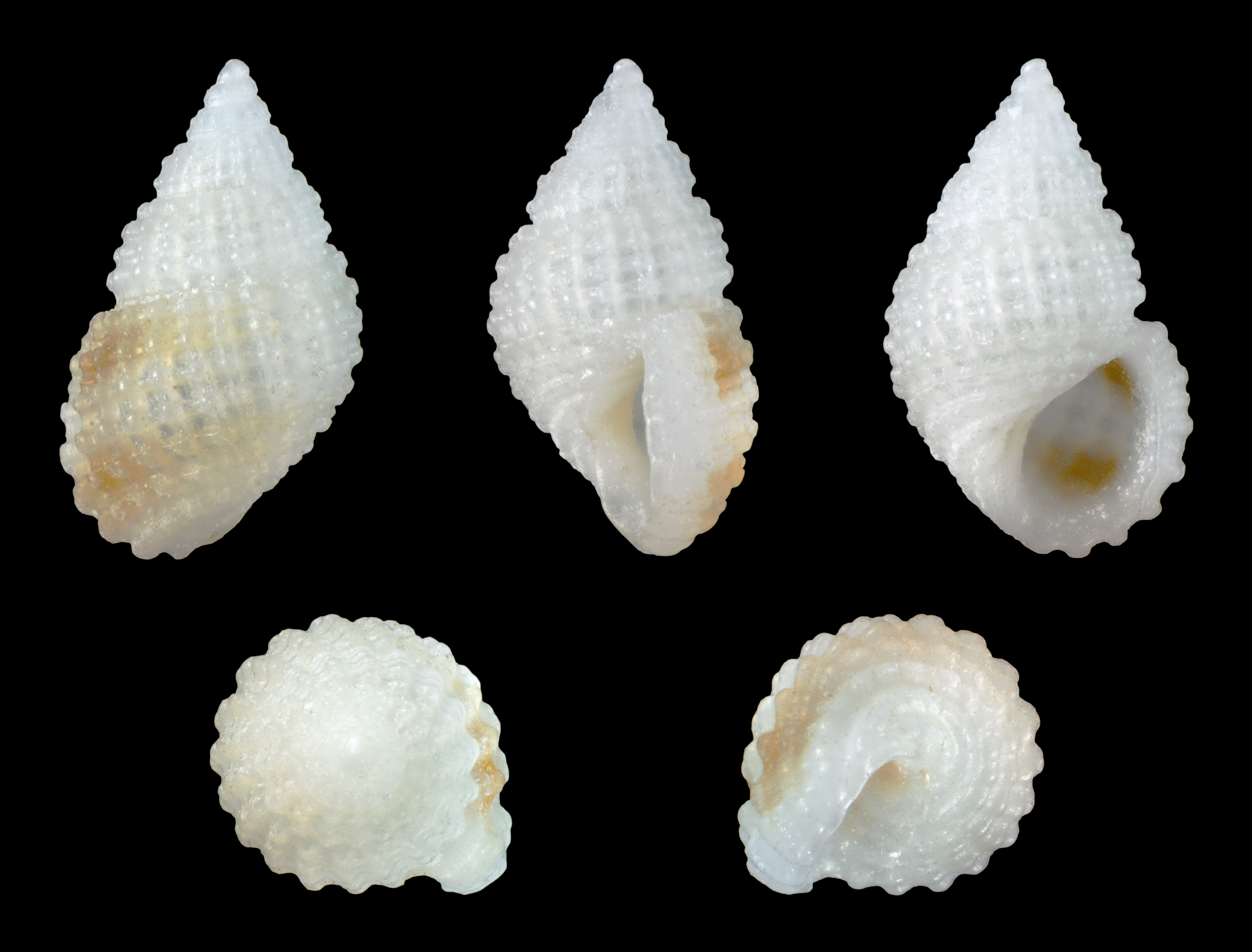
Alvania cimex f. lactea